# Musis Sacrum
Musis Sacrum (Latijn voor 'gewijd aan de Muzen'), is een concertgebouw, gelegen aan het Velperplein en Park Lauwersgracht in Arnhem. Het gebouw, dat kortweg ook wel Musis genoemd wordt, stamt uit 1847 en is ontworpen door de architect Hendrik Willem Fromberg. Het is de thuisbasis van Phion, voorheen Het Gelders Orkest. Daarnaast worden er concerten, dansvoorstellingen en clubavonden gegeven.

## Geschiedenis
De aanleiding voor de bouw van het pand Musis Sacrum, toen nog onder de naam Gebouw voor Kunsten en Wetenschappen of Gebouw voor de liedertafelen, was een Nederlands-Duits zangconcours dat in 1847 in Arnhem werd gehouden. Er waren toen twee zalen: de Grote Zaal en de Tuinzaal. Voor de Tentoonstelling van Nationale Nijverheid in 1852 kwam er een derde zaal bij, ontworpen door de stadsarchitect H.J. Heuvelink sr.
Omdat geen van de drie zalen geschikt was voor het geven van concerten werd de nieuwe zaal in 1864 door F.W. van Gendt verbouwd tot concertzaal. Deze bleek echter al spoedig niet te voldoen. Daarom werd door I.A. Lindo en M.W. Smijting een plan gemaakt voor een heel nieuwe concertzaal die ten opzichte van de oude een kwartslag werd gedraaid. Ook de Grote Zaal werd gemoderniseerd. Het exterieur van het aldus verbouwde Musis Sacrum kreeg hierbij het huidige neorenaissancistische uiterlijk met uivormige koepels. Zo kwam het in 1889 in gebruik bij de Arnhemsche Orkest Vereeniging, die er onder de naam Phion nog steeds zijn thuisbasis heeft.
In 1907 kreeg het café-restaurant een houten serre aan de kant van het Velperplein. Deze werd in 1940 vervangen door de Rotonde, een uitbouw met grote ramen in een halve cirkel. Omdat het gebouw tijdens de Duitse bezetting diende als 'Wehrmachtheim', konden er geen concerten plaatsvinden en ook konden moderniseringsplannen niet doorgaan. Pas in 1949 werden enige noodzakelijke herstelwerkzaamheden verricht. In 1962 kwam er een nieuwe uitbouw aan de kant van de Velperbuitensingel.
Modernisering jaren tachtig
In de naoorlogse jaren zijn er plannen geweest om het gebouw te slopen en te vervangen door een cultuurcentrum aan het Roermondsplein, maar door protesten vanuit de bevolking ging dat niet door. Daarnaast werd Musis Sacrum een pelgrimsoord voor veteranen, nabestaanden en andere belangstellenden aangaande de Slag om Arnhem. In de jaren zeventig maakte Herman Hertzberger een groot renovatieplan voor Musis Sacrum, maar dat werd in 1977 afgeblazen. In 1983 kwam een algehele renovatie gereed waarbij de Concertzaal werd gemoderniseerd en de Grote Zaal en Tuinzaal vervangen werden door de nieuw gebouwde Parkzaal. De Rotonde en de aangrenzende nieuwe Jubileumzaal werden ingericht voor horeca-activiteiten. In 1995 kwam er aan de kant van de Eusebiusbuitensingel nog een uitbouw bij.
Renovatie 2018
In 2015-2017 werd de meest recente verbouwing uitgevoerd onder verantwoordelijkheid van het architectenbureau Van Dongen-Koschuch. Hierbij werd de historische concertzaal, de Muzenzaal, drastisch gerenoveerd. Deze beschikt over 870 stoelen. Tevens werd de achterzijde uit 1983, de Parkzaal aan de Musislaan, afgebroken en vervangen door een nieuwe zaal met dezelfde naam, die beter past bij het oude hoofdgebouw. Van deze multifunctionele zaal kan de capaciteit naar wens worden aangepast, met 1.000 zitplaatsen of (zonder stoelen) maximaal 2.000 mensen. Deze zaal is de thuisbasis van Phion. Het podium bestaat uit meerdere horizontale banen die onafhankelijk van elkaar in hoogte verstelbaar zijn. Daardoor is het mogelijk een trapsgewijze opstelling te creëren die gewenst is voor grote symphonieorkesten, maar ook een vlak podium voor bijvoorbeeld bands of dj's. De horizontale banen kunnen ook naar vloerniveau gezet worden, zodat de volledige oppervlakte van de zaal beschikbaar komt. De voorste baan van het podium is tevens de lift naar -1 en wordt gebruikt om de stoelen naar de kelder te brengen. De Parkzaal beschikt over een glazen achterwand, die geopend kan worden. Zo is het mogelijk om de concertzaal en het park te combineren, of om een orkest, omgedraaid op het podium, binnen te laten optreden voor het publiek in het park buiten. Tevens zijn er een grote congresruimte met 500 stoelen en een aantal kleinere ruimtes. In de halfronde glazen uitbouw die zich aan de voorzijde van Musis bevindt (vroeger 'De Rotonde' en later 'De derde van Mahler') zit JANS' Food & Wine bar, dat sinds een overname in 2024 geëxploiteerd wordt door de himgroep (voorheen door de dierentuinfamilie Van Hooff). Op 12 januari 2018 werd het compleet vernieuwde Musis Sacrum officieel geopend door koningin Máxima.
Onderscheidingen
Aan de door Van Dongen-Koschuch ontworpen Parkzaal en de andere renovaties van Musis Sacrum zijn in 2018 vier architectuurprijzen toegekend:
- NRP Gulden Feniks
- Categorieprijs Identiteit en Icoonwaarde bij de verkiezing van het BNA Beste Gebouw van het Jaar van de Branchevereniging Nederlandse Architectenbureaus
- Heuvelinkprijs voor het beste nieuwbouwproject in Arnhem
- Iconic Award in de categorie architectuur

## Organisatie
Sinds 1997 delen het Stadstheater Arnhem en Musis Sacrum één directie. Sinds 2016 is de organisatie verzelfstandigd en exploiteert Stichting Musis & Stadstheater Arnhem de beide podia.